# 名古屋大学大学院情報学研究科附属組込みシステム研究センター
名古屋大学大学院情報学研究科附属組込みシステム研究センター（NCES, エヌセス）は、組み込みシステム分野の技術と人材に対する産業界からの要求に応えるために形成された研究・教育の拠点である。センター長は高田広章教授。

## 活動領域（スコープ）
組み込みシステムに関する以下の活動に、産学連携の枠組みで取り組んでいる。
- 大学の持つ技術シーズを実現／実用化することを指向した研究（第二種基礎研究）
- プロトタイプとなるソフトウェアの開発
- 組込みシステム技術者の教育／人材育成

## 受賞歴
- 第45回ITS研究会 優秀論文賞 「ストリーム処理を用いた車々間通信データのフィルタリング方式」[1]
- TOPPERS of the YEAR 2013 「TOPPERS/ATK2 Release1.0の公開」[2]
- ET AWARD 2013 オートモティブ／交通システム部門　優秀賞 「TOPPERS/ATK2（Automotive Kernel Version2シリーズ）」[3]
- TOPPERS of the YEAR 2014 「AUTOSARベースの通信スタックとRTEジェネレータの公開」[4]
- ET AWARD 2014 審査員特別賞 「CANの集中型セキュリティ監視システム」[5]

## NCESシンポジウム
2008年より隔年で、研究・教育活動を報告するNCESシンポジウムを開催している。